# Kazan Ansat
Kazan Ansat là một loại trực thăng đa dụng hạng nhẹ của Nga, do Kazan Helicopters chế tạo.

## Tính năng kỹ chiến thuật

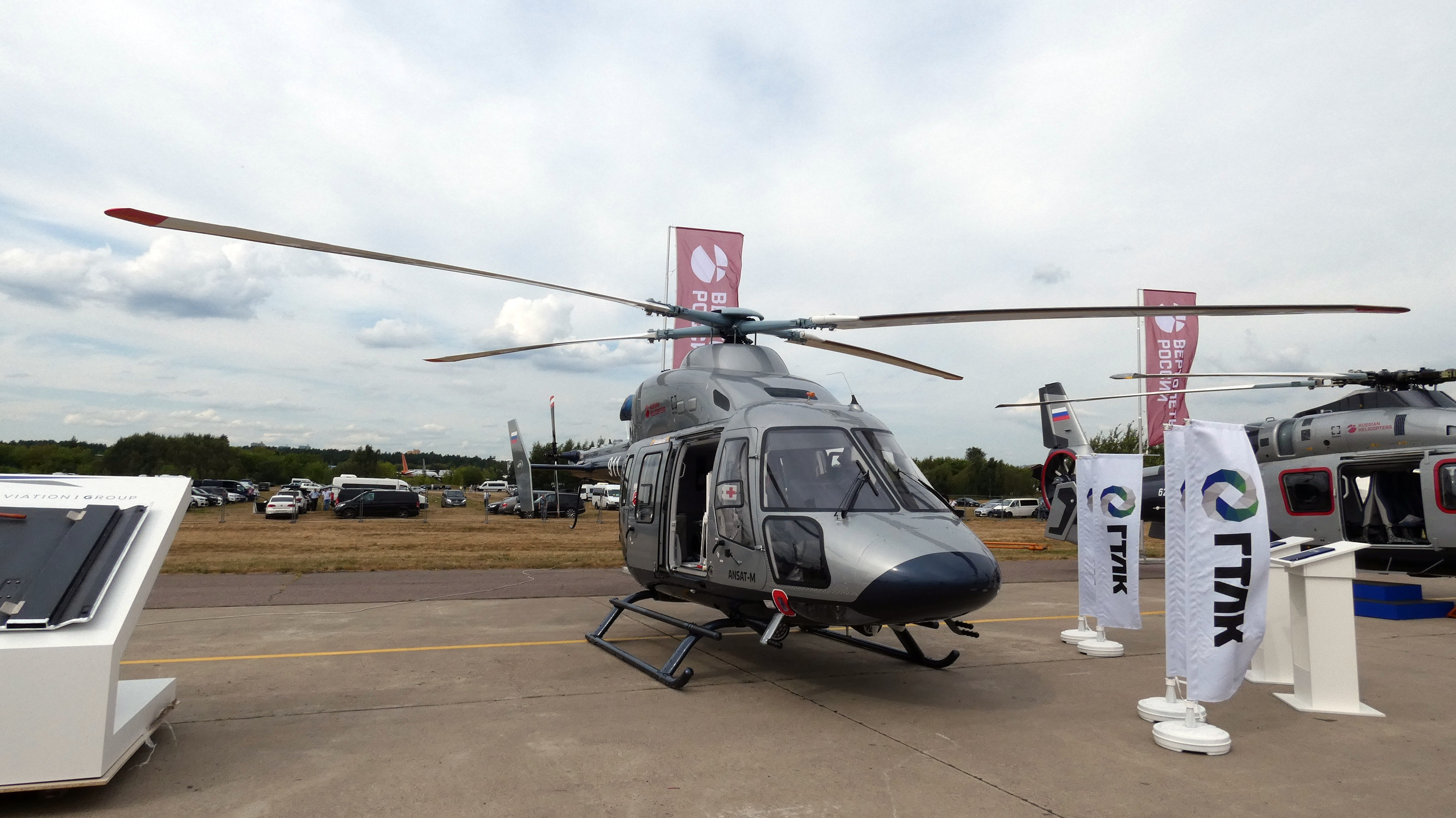
Ansat-M tại MAKS-2021 triển lãm hàng không

Dữ liệu lấy từ Jane's All The World's Aircraft 2003–2004
Đặc tính tổng quan
- Kíp lái: 1 hoặc 2
- Sức chứa: 9 đến 10 hành khách hoặc 2 cáng tải thương và 3 nhân viên y tế
- Chiều dài: 13,76 m (45 ft 2 in)
- Chiều cao: 3,40 m (11 ft 2 in)
- Trọng lượng rỗng: 1.900 kg (4.189 lb)
- Trọng lượng có tải: 3.000 kg (6.614 lb)
- Trọng lượng cất cánh tối đa: 3.300 kg (7.275 lb)
- Động cơ: 2 × Pratt & Whitney Canada PW207K kiểu turboshaft, 470 kW (630 hp) mỗi chiếc
- Đường kính rô-to chính:  11,50 m (37 ft 9 in)
- Diện tích rô-to chính: 103,87 m2 (1.118,0 foot vuông)

Hiệu suất bay
- Vận tốc cực đại: 275 km/h (171 mph; 148 kn)
- Vận tốc hành trình: 250 km/h (155 mph; 135 kn)
- Tốc độ không vượt quá: 285 km/h (177 mph; 154 kn)
- Tầm bay: 540 km (336 mi; 292 nmi)
- Thời gian bay: 3 h 20 phút
- Trần bay: 4.500 m (14.764 ft)
- Vận tốc lên cao: 21,5 m/s (4.230 ft/min)